# 42073 Noreen
42073 Noreen este un asteroid din centura principală de asteroizi.

## Descriere
42073 Noreen este un asteroid din centura principală de asteroizi. A fost descoperit pe 2 ianuarie 2001 la Carbuncle Hill de D. P. Pray. El prezintă o orbită caracterizată de o semiaxă mare de 3,24 ua, o excentricitate de 0,18 și o înclinație de 19,9° în raport cu ecliptica.